# Coleophora achilleae
Espèce
Coleophora achilleae est une espèce d'hétérocères de la famille des Coleophoridae.

## Répartition
Coleophora achilleae est endémique à la Grèce.

## Classification
Le nom valide complet (avec auteur) de ce taxon est Coleophora achilleae Baldizzone (d), 2001.

### Publication originale
- (it) G. Baldizzone, « Contribuzioni alla conoscenza dei Coleophoridae. XCV. Nuove specie di Coleophoridae della collezione Klimesch (Lepidoptera: Coleophoridae) », SHILAP Revista de Lepidopterología, Espagne, vol. 29, no 114,‎ 2001, p. 131-144 (ISSN 0300-5267).